# British Columbia House

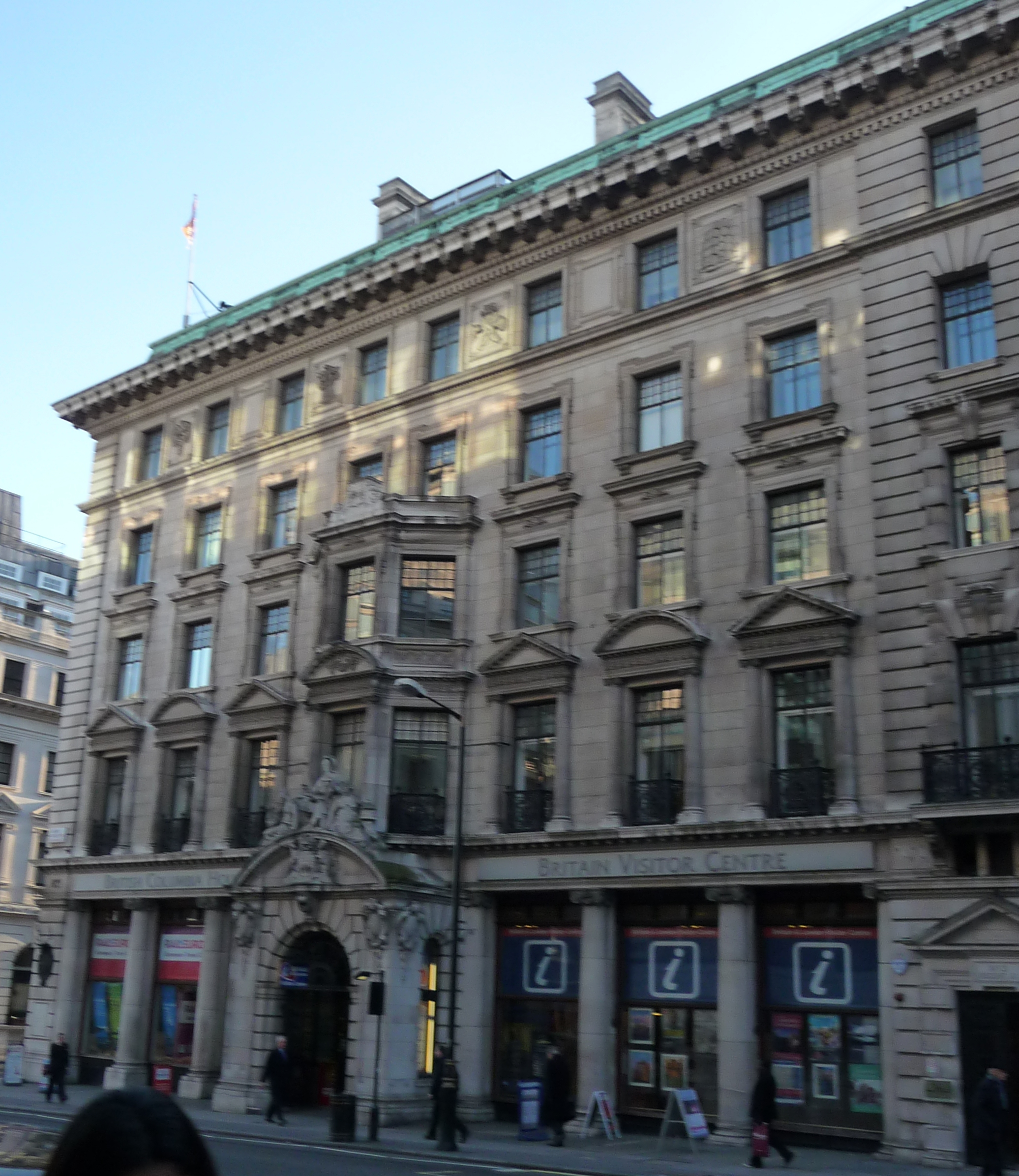
Vista da British Columbia House em Londres.

British Columbia House é uma construção localizado na Regent Street, Westminster, Londres.
Projetada pelo arquiteto Alfred Barr, A British Columbia House foi construída 1914 em decorrências às instalações do político agente-geral na Província da Colúmbia Britânica, cargo de John Herbert Turner. A abertura oficial do edifício ocorreu em 1915, quando Turner havia sido substituído por Richard McBride, mas a morte de McBride, em 1917, fez com que o político retornasse ao papel do agente-geral.
O edifício é de propriedade da Crown Estate e atualmente possui a função comercial.